# Arthur Bigge, 1. Baron Stamfordham

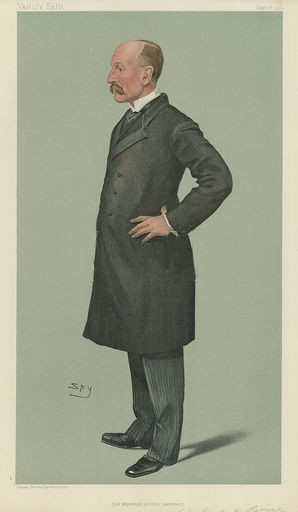
Arthur Bigge. Karikatur in Vanity Fair, 1900.

Arthur John Bigge, 1. Baron Stamfordham, GCB, GCIE, GCVO, KCSI, KCMG, ISO, PC (* 18. Juni 1849 in Linden Hall, Northumberland; † 15. August 1931 in London) war ein britischer Heeresoffizier und der Privatsekretär für Königin Victoria von 1895 bis zu ihrem Tod 1901 und später der Privatsekretär von Georg V.

## Jugend und Militärzeit
Bigge war der dritte Sohn des Rev. John Frederic Bigge (1814–1885), Vikar von Stamfordham in Northumberland, aus dessen Ehe mit Caroline Mary Ellison († 1901). Bigge wurde an der Rossall School in Lancashire erzogen.
Nachfolgend begann er eine Kadettenausbildung an der Königlichen Militärakademie in Sandhurst. 1869 wurde er als Lieutenant zur Royal Artillery übernommen, wo er in den nächsten Jahren Dienst tat. Von 1878 bis 1879 nahm er als Offizier in Südafrika am Zulukrieg teil und wurde mentioned in despatches. Er stieg 1892 in den Rang eines Lieutenant-Colonel auf und schied 1898 aus dem Militärdienst aus.

## Privatsekretär von König Georg V.
1880 kehrte er nach Großbritannien zurück und wurde nun zunächst Unterkammerherr für Königin Victoria. 1881 wurde er Stallmeister und assistierender Privatsekretär der Königin. 1895 wurde er zum Privatsekretär von Königin Victoria berufen, ein Posten, den er bis zu ihrem Tod im Januar 1901 innehielt.
Wenige Monate später wurde er zum Privatsekretär ihres Enkels Georg, Duke of York, da der neue König Eduard VII. mit Francis Knollys bereits seit langem einen vertrauten Privatsekretär hatte. Nach dem unerwarteten Tod von König Eduard VII. im Mai 1910 wurde Georg als Georg V. neuer König. Für Bigge und Knollys wurde nun eine Kompromisslösung getroffen: Beide sollten in der Folge als Privatsekretäre dienen, wobei Bigge gewöhnlich in Sandringham House in Norfolk verblieb, während Knollys die Geschäfte des Königs in London assistierte.
Georg, der als zweiter Sohn Eduards nicht dazu erzogen worden war, einmal König zu werden, war politisch unerfahren. Er trat die Thronfolge in einer politischen Krise an; die Reformgesetze der liberalen Regierung um Premierminister H. H. Asquith und Schatzkanzler David Lloyd George hatte zu heftigen Auseinandersetzungen geführt. Das konservativ dominierte Oberhaus (House of Lords) hatte die liberalen Gesetze wiederholt zurückgewiesen, was zu einer Verfassungskrise führte. Die Liberalen riefen Neuwahlen aus und brachten die Möglichkeit ins Spiel, das Oberhaus mit neu ernannten liberalen Peers zu fluten und so durch einen Peerschub die Mehrheitsverhältnisse im Oberhaus zu Gunsten der Liberalen zu ändern. Diese würden das bisherige Veto der Lords überstimmen können und es der Regierung erlauben, ihre im Unterhaus (House of Commons) verabschiedeten Gesetze durchzubringen. König Eduard hatte Asquiths Vorschlag jedoch abgelehnt, da das Ergebnis der Unterhauswahlen im Januar 1910 in seinen Augen nicht schlüssig sei und er eine weitere Unterhauswahl abwarten wolle. Er hatte sich nur bereit erklärt, das Oberhaus vor „gravierenden Konsequenzen“ zu warnen, ohne diese jedoch näher zu spezifizieren.
Auch der neue König zögerte, als seine erste Amtshandlung in seiner neuen Funktion eine derart drastische Attacke auf den Adel durchzuführen. Premierminister Asquith versuchte deshalb zunächst, in bereits anberaumten informellen Gesprächen mit den führenden Konservativen eine Übereinkunft bzw. einen Kompromiss zu erzielen; diese scheiterten jedoch.
In vertraulichen Gesprächen mit Georg auf Sandringham House versuchte Asquith nun, diesen zu Zugeständnissen zu bewegen. Georg und Bigge zeigten sich dabei Asquiths indirekter und doppeldeutiger Gesprächsführung nicht gewachsen; Asquith verlangte keine Garantien in diesem Vorgespräch und beruhigte den König mit der Versicherung, dass allein die Drohung eines Peersschub ausreichen würden, um die Konfliktsituation aufzulösen. Der erleichterte König gab nun eine informelle Zusage. Drei Tage später forderten Asquith und das Kabinett dann gegenüber Knollys’ auch eine formelle Zusage ein, die zunächst vertraulich behandelt werden sollte.
Der König war nun hin- und hergerissen. Er erhielt nun gegensätzliche Ratschläge von seinen beiden Sekretären. Bigge genoss das Vertrauen des Königs und hatte den Vorteil, bereits seit zehn Jahren als sein Privatsekretär zu arbeiten. Er sprach sich fast leidenschaftlich gegen Zugeständnisse aus und ermunterte den König dazu, Asquith die geforderten Garantien rundheraus zu verweigern. Notfalls, bei einem Rücktritt der liberalen Regierung, sollte der König den konservativen Oppositionsführer Arthur Balfour mit der Bildung einer neuen Regierung beauftragen. In einem Memorandum fasste er seine Position zusammen; dabei gab er zu bedenken, dass der König mit einem Zugeständnis parteiisch werden würde. Zudem würde er im Hinblick auf andere schwelende politische Fragen wie die Home Rule (Selbstverwaltung) für Irland den Radikalen in die Hände spielen. Verärgert spielte er auf die Kabinettsbitte um Vertraulichkeit an und fragte er den König in seinem Memorandum: „Ist dies geradlinig? Ist dies Englisch? Oder ist es nicht noch dazu kindisch?“ Knollys dagegen war nur wenige Monate im Dienst Georgs, hatte jedoch den Vorteil, seit Jahren für Eduard gedient zu haben und mit der konstitutionellen Krise bereits eingehend vertraut zu sein. Er neigte Asquiths Position zu und ließ den König in dem Glauben, dass Balfour keine Minderheitsregierung bilden würde. Unter diesem Eindruck ließ sich König Georg schließlich für die von Knollys vertretene Position einnehmen und gab bindende Zusagen vor der Wahl im Dezember 1910. In der weiteren Folge der Ereignisse war die liberale Regierung in der Lage, die Macht des Oberhauses mit dem Parlamentsgesetz von 1911 zu brechen.
Trotz dieser Niederlage genoss Bigge weiter großes Vertrauen und wurde von Georg im Folgejahr 1911 als Baron Stamfordham, of Stamfordham in the County of Northumberland, zum Peer erhoben, wodurch er Mitglied des House of Lords wurde. Außerdem erhielt er im Verlauf der Jahre diverse Orden und war 1910 auch in den Privy Council aufgenommen worden. Da der König die Lösung zwei gemeinsamer Privatsekretäre unzufriedenstellend empfand, zog sich Knollys 1913 zurück und Bigge (nunmehr Lord Stamfordham) wurde alleiniger Privatsekretär.
1917 ermunterte er Georg dazu, Windsor als Familiennamen anzunehmen. Dies geschah vor dem Hintergrund des Ersten Weltkriegs und stark antideutscher Gefühle in der britischen Öffentlichkeit. Am 17. Juli 1917 proklamierte Georg die Umbenennung seines deutsch klingenden Hauses Saxe-Coburg and Gotha in Windsor, benannt nach Windsor Castle. Bigge riet Georg auch dazu, dem letzten Zaren Nikolaus II. nach dessen Abdankung infolge der Februarrevolution 1917 ein Asyl zu verweigern. Aus der Furcht heraus, dass die Anwesenheit des in der britischen Bevölkerung verhassten Zaren auch in Großbritannien den Ausbruch einer Revolution fördern könnte, bewegte Georg seine Regierung, ein Asyl-Angebot zurückzunehmen. Der Zar und seine Familie blieben daraufhin in Russland und wurden im Juli 1918 durch die Bolschewiki ermordet.
1923 spielte er erneut eine wichtige politische Rolle, als Andrew Bonar Law aufgrund seiner Erkrankung als Premierminister zurücktrat. Die Nachfolge entschied sich nun zwischen dem aufstrebenden Stanley Baldwin und Lord Curzon. Curzon schien Favorit auf die Nachfolge zu sein, war jedoch unpopulär bei einigen Parteigrößen. Der scheidende Premier Bonar Law weigerte sich, dem König auf dessen Anfrage hin einen Nachfolger vorzuschlagen. Georg beauftragte nun seinen Privatsekretär Bigge damit, die Situation innerhalb der Konservativen Partei auszuloten. Bigge führte nun Gespräche mit wichtigen Vertretern der Konservativen Partei (Conservative Party) und reichte die Informationen an Georg V. weiter. Dieser kam zum Schluss, dass die Zeit vorbei wäre, in denen die Führung des Landes von außerhalb des Unterhauses erfolgen könne. Baldwin könne eine Regierung ohne Curzon formen, Curzon jedoch umgekehrt nicht ohne Baldwin. Georg überließ es danach wiederum Bigge, Curzon über seine Entscheidung zu informieren.
1931 verstarb Bigge im St James’s Palace; zu diesem Zeitpunkt war er immer noch in seinem Amt. Sein Titel erlosch mit ihm, da sein einziger Sohn im Ersten Weltkrieg gefallen war.

## Familie
Bigge heiratete Constance Neville 1881. Aus der Ehe gingen ein Sohn und zwei Töchter hervor. Sein Sohn, Hon. John Neville Bigge (1887–1915), wurde im Mai 1915 als Lieutenant des King’s Royal Rifle Corps an der Westfront getötet. Seine ältere Tochter, Hon. Victoria Eugenie Bigge (1881–1969), heiratete 1909 Captain Henry Robert Augustus Adeane (⚔ 1914). Ihr Sohn Michael Adeane, Baron Adeane (1910–1984), war von 1953 bis 1972 Privatsekretär von Königin Elisabeth II. Seine jüngere Tochter Hon. Margaret Bigge (1885–1977) blieb unverheiratet.

## Orden und Ehrenzeichen
- 1885: Companion des Order of the Bath (CB)
- 1887: Companion des Order of St. Michael and St. George (CMG)
- 1895: Knight Commander des Order of the Bath (KCB)
- 1901: Knight Commander des Order of St. Michael and St. George (KCMG)
- 1901: Knight Grand Cross des Royal Victorian Order (GCVO)
- 1903: Companion des Imperial Service Order (ISO)
- 1906: Knight Commander des Order of the Star of India (KCSI)
- 1911: Knight Grand Commander des Order of the Indian Empire (GCIE)
- 1916: Knight Grand Cross des Order of the Bath (GCB)